# Andy Griffith
Andy Griffith, född 1 juni 1926 i Mount Airy i Surry County, North Carolina, död 3 juli 2012 i Manteo, North Carolina, var en amerikansk skådespelare, komiker, sångare, författare och producent. Griffith är troligen främst känd för rollerna som Andy Taylor i sitcomserien The Andy Griffith Show (1960–1968) och som försvarsadvokaten Ben Matlock i Matlock (1986–1995). Han filmdebuterade i Elia Kazans Ett ansikte i mängden 1957 och nominerades till två Tony Awards under sin karriär.

## Filmografi i urval
- 1957 – Ett ansikte i mängden
- 1960–1968 – The Andy Griffith Show (TV-serie)
- 1968–1970 – The Dean Martin Show (TV-serie)
- 1971 – The New Andy Griffith Show (TV-serie)
- 1972 – Hawaii Five-O (TV-serie)
- 1972 – Gänget (TV-serie)
- 1975 – Det kom en cowboy till Hollywood
- 1978 – Kampen om Colorado (TV-serie)
- 1979 – Roots: The next generation (TV-serie)
- 1982 – Fantasy Island (TV-serie)
- 1983 – Murder in Coweta County (TV-film)
- 1985 – Hotellet (TV-serie)
- 1985 – Kärlek ombord (TV-serie)
- 1986–1995 – Matlock (TV-serie)
- 1996 – Spy Hard
- 1997 – Diagnos mord (TV-serie)
- 2001 – Dawsons Creek (TV-serie)
- 2007 – Waitress